# Substilbula pallidiclava
Substilbula pallidiclava är en stekelart som först beskrevs av Girault 1934.  Substilbula pallidiclava ingår i släktet Substilbula och familjen Eucharitidae. Inga underarter finns listade i Catalogue of Life.